# Эйнар Маур Гвюдмюндссон
Эйнар Маур Гвюдмюндсон (исл. Einar Már Guðmundsson; род. 18 сентября 1954[…], Рейкьявик) — исландский романист и поэт, его книги переведены на несколько языков.

## Биография
Родился 18 сентября 1954 года в Рейкьявике.
Окончил среднюю школу в Тьёднин (MT) в Рейкьявике.
В 1979 году получил степень бакалавра искусств (BA) в Исландском университете.
Работал в отделении компаративистики Копенгагенского университета.
Его первой книгой стал поэтический сборник, а первый роман «Ангелы Вселенной» (Englar alheimsins) получил литературная премию Северного совета. Позднее его экранизировал Фридрик Тоур Фридрихссон.
В 1995 году стал лауреатом Исландской литературной премии за книгу Hundadagar.

## Личная жизнь
Женат, отец пятерых детей. Живёт в Рейкьявике.